# Mistrzostwa Europy w Lekkoatletyce 1969 – dziesięciobój mężczyzn

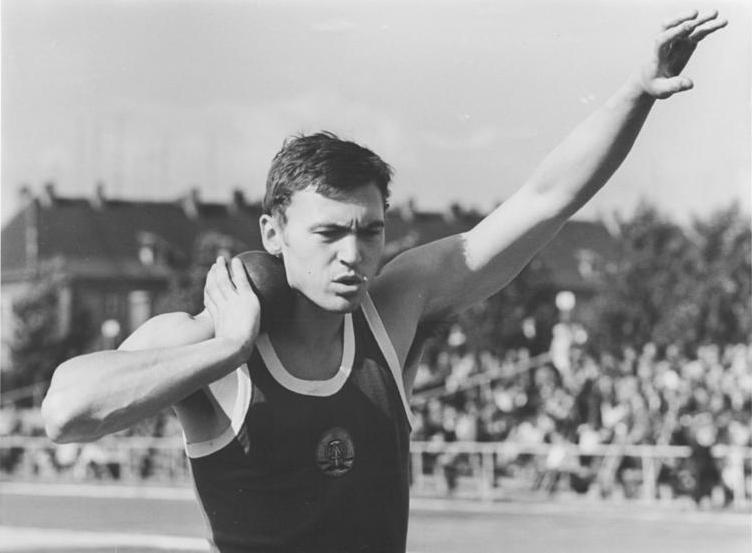
Joachim Kirst

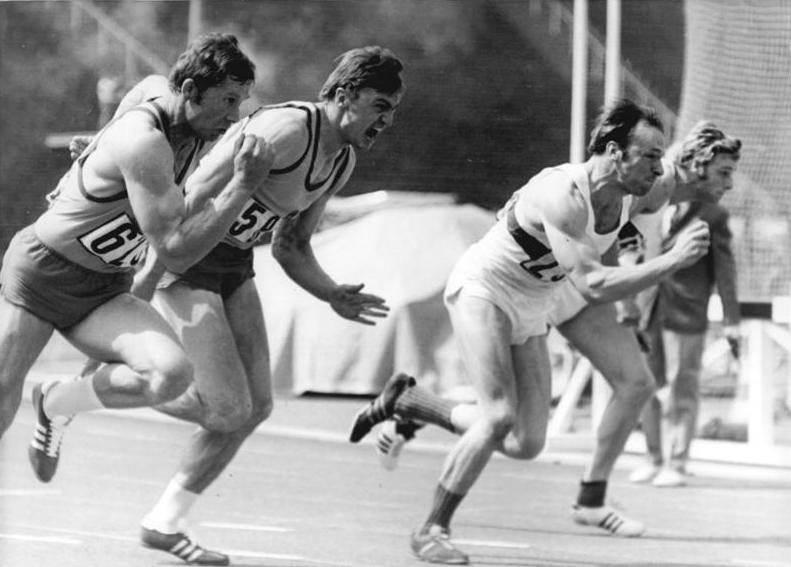
Herbert Wessel i Joachim Kirst (pierwszy i drugi z lewej)

Dziesięciobój mężczyzn był jedną z konkurencji rozgrywanych podczas IX Mistrzostw Europy w Atenach. Został rozegrany 17 i 18 września 1969 roku. Zwycięzcą tej konkurencji został reprezentant NRD Joachim Kirst. W rywalizacji wzięło udział dwudziestu czterech zawodników z osiemnastu reprezentacji. Holender Edward de Noorlander, który pierwotnie zajął 6. miejsce, został zdyskwalifikowany z powodu dopingu (amfetamina). Był to pierwszy przypadek dyskwalifikacji w lekkoatletyce za doping.

## Rekordy
| Rekord świata     | Kurt Bendlin (FRG)      | 8235 (8319) | Heidelberg, RFN     | 13-14.05.1967 |
| Rekord Europy     | Kurt Bendlin (FRG)      | 8235 (8319) | Heidelberg, RFN     | 13-14.05.1967 |
| Rekord mistrzostw | Wasilij Kuzniecow (SUN) | 7653 (8026) | Belgrad, Jugosławia | 13-14.09.1962 |

## Wyniki
| Poz. | Zawodnik             | Punkty         | 100    | W dal    | Kula    | Wzwyż  | 400    | 110 ppł  | Dysk    | Tyczka | Oszczep | 1500   |
| ---- | -------------------- | -------------- | ------ | -------- | ------- | ------ | ------ | -------- | ------- | ------ | ------- | ------ |
| 1    | Joachim Kirst        | 7910 (8041) CR | 10,8 s | 7,62 m   | 16,28 m | 2,13 m | 47,9 s | 15,9 s   | 44,70 m | 4,10 m | 57,60 m | 4:58,7 |
| 2    | Herbert Wessel       | 7683 (7828)    | 10,9 s | 7,37 m w | 14,21 m | 1,98 m | 49,6 s | 15,4 s   | 40,88 m | 4,60 m | 54,16 m | 4:37,0 |
| 3    | Wiktor Czełnokow     | 7653 (7801)    | 10,9 s | 6,98 m w | 15,12 m | 1,86 m | 49,0 s | 16,7 s   | 47,34 m | 4,10 m | 67,86 m | 4:31,5 |
| 4    | Mykoła Awiłow        | 7648 (7779)    | 11,4 s | 7,40 m w | 13,39 m | 2,04 m | 49,2 s | 15,0 s   | 41,86 m | 4,10 m | 58,76 m | 4:28,9 |
| 5    | Rüdiger Demmig       | 7469 (7631)    | 11,1 s | 7,03 m w | 13,38 m | 1,89 m | 48,0 s | 15,0 s w | 43,56 m | 4,20 m | 53,32 m | 4:37,0 |
| 6    | Horst Mandl          | 7439 (7579)    | 11,3 s | 7,15 m   | 13,38 m | 1,92 m | 49,8 s | 15,1 s   | 40,00 m | 4,40 m | 58,42 m | 4:38,8 |
| 7    | Lennart Hedmark      | 7402 (7531)    | 11,4 s | 7,13 m w | 13,62 m | 1,89 m | 50,2 s | 15,5 s   | 42,44 m | 4,10 m | 66,64 m | 4:42,3 |
| 8    | Urs Trautmann        | 7332 (7487)    | 11,3 s | 7,04 m w | 14,17 m | 1,95 m | 50,8 s | 15,9 s   | 44,60 m | 3,90 m | 61,86 m | 4:42,6 |
| 9    | Łeonid Łytwynenko    | 7245 (7410)    | 11,1 s | 7,13 m w | 13,90 m | 1,83 m | 49,2 s | 15,0 s w | 41,02 m | 3,40 m | 54,08 m | 4:24,3 |
| 10   | Spas Dżurow          | 7204 (7384)    | 11,1 s | 6,79 m w | 15,02 m | 1,83 m | 50,3 s | 15,7 s   | 41,38 m | 4,10 m | 55,36 m | 4:41,6 |
| 11   | József Bákái         | 7167 (7334)    | 11,2 s | 7,26 m w | 14,32 m | 1,89 m | 52,1 s | 16,6 s   | 46,46 m | 4,20 m | 60,84 m | 5:11,0 |
| 12   | Charlemagne Anyamah  | 7146 (7321)    | 11,1 s | 6,65 m   | 13,67 m | 1,89 m | 50,2 s | 15,3 s   | 38,50 m | 4,00 m | 59,48 m | 4:44,8 |
| 13   | Tadeusz Janczenko    | 6956 (7163)    | 10,9 s | 7,28 m w | 12,81 m | 1,92 m | 50,4 s | 17,1 s   | 40,48 m | 4,00 m | 53,10 m | 5:01,1 |
| 14   | Hannu Kyösola        | 6979 (7113)    | 11,2 s | 7,46 m   | 13,01 m | 1,80 m | 50,1 s | 16,0 s   | 35,54 m | 3,30 m | 61,90 m | 4:35,8 |
| 15   | Steen Smidt-Jensen   | 7011 (7091)    | 11,2 s | 6,81 m w | 11,99 m | 2,01 m | 50,8 s | 15,1 s   | 40,38 m | 4,00 m | 43,10 m | 5:01,1 |
| 16   | Jan Neckář           | 6929 (7077)    | 11,7 s | 6,50 m w | 13,01 m | 1,92 m | 52,9 s | 15,9 s w | 40,36 m | 3,70 m | 68,16 m | 4:36,4 |
| 17   | Jordan Miakow        | 6851 (7016)    | 11,6 s | 6,49 m w | 14,26 m | 1,75 m | 53,4 s | 16,1 s   | 41,84 m | 4,10 m | 61,44 m | 4:40,9 |
| 18   | Rafael Cano          | 6841 (7005)    | 11,2 s | 7,17 m w | 11,22 m | 1,89 m | 50,0 s | 15,8 s   | 33,42 m | 3,90 m | 52,43 m | 4:40,6 |
| 19   | Wasilios Sewastis    | 6120 (6768)    | 11,5 s | 7,45 m w | 12,00 m | NM     | 50,6 s | 16,2 s   | 36,02 m | 3,50 m | 51,80 m | 4:30,2 |
| 20   | Franz Biedermann     | 6542 (6696)    | 11,7 s | 6,61 m w | 10,23 m | 1,80 m | 51,3 s | 16,4 s   | 33,16 m | 4,10 m | 57,64 m | 4:30,0 |
| –    | Freddy Herbrandt     | DNF            | 11,3 s | 7,55 m w | 13,49 m | 1,98 m | 57,3 s | 16,5 s w | 42,18 m | 4,00 m | 44,88 m |        |
| –    | Clive Longe          | DNF            | 11,2 s | 6,84 m   | 14,22 m | 1,75 m | 49,7 s | 15,5 s   | 42,86 m | 4,40 m | NM      | –      |
| –    | Arthur Hess          | DNF            | 10,9 s | 7,25 m w | 13,53 m | 1,80 m | –      | –        | –       | –      | –       | –      |
| –    | Edward de Noorlander | DQ             | 11,4 s | 7,02 m w | 13,46 m | 2,01 m | 49,2 s | 15,1 s   | 40,40 m | 4,10 m | 50,94 m | 4:20,5 |